# 聖多明戈斯 (塞爾希培州)
10°47′27″S 37°34′04″W / 10.79083°S 37.56778°W
聖多明戈斯（葡萄牙語：São Domingos），是巴西的城鎮，位於該國東北部，由塞爾希培州負責管轄，始建於1963年，面積102平方公里，海拔高度200米，2010年人口10,257，人口密度每平方公里100.1人。